# Archie Bell
Pour les articles homonymes, voir Bell.
Archie Bell (né le 1er septembre 1944 à Henderson (Texas)) est un chanteur américain. En 1966, il forme en compagnie de James Wise, Willie Parnell et de Billy Butler le groupe Archie Bell and the Drells, dont les principaux succès sont She's My Woman et Tighten Up.